# 後湖里 (嘉義市)
後湖里是臺灣嘉義市東區底下的一里，位在東區的西北邊，東邊與北邊為嘉義縣民雄鄉，南鄰頂庄里和義教里，西鄰中庄里，里內有後湖工業區，是嘉義市境內唯一的一個工業區，主要發展生物科技。
在臺灣日治時期後期，此地劃分為臺南州嘉義街（1930年後為嘉義市）後湖（大字）。

## 信仰中心
- 加恩教會
- 嘉山教會

## 交通
- 嘉北車站
- 後湖公車站